# Савінкін Микола Іванович
Микола Іванович Савінкін (Савинкін) (11 грудня 1913, село Іваньково, тепер Тульської області, Російська Федерація — 24 серпня 1993, місто Москва, Російська Федерація) — радянський партійний діяч, завідувач відділу адміністративних органів ЦК КПРС. Член Центральної Ревізійної Комісії КПРС у 1966—1971 роках. Кандидат у члени ЦК КПРС у 1971—1981 роках. Член ЦК КПРС у 1981—1989 роках. Депутат Верховної Ради СРСР 8—11-го скликань.

## Життєпис
Народився 28 листопада (11 грудня) 1913 року в селі Іваньково (тепер Тульської області) (за іншими даними народився в Москві).
У 1932 році закінчив Каширський технікум механізації і електрифікації сільського господарства Московської області.
У 1932—1934 роках — заступник начальника Іваньковського районного відділу зв'язку в Московській області.
У 1934—1935 роках — завідувач відділу політичного навчання і заступник секретаря Іваньковського районного комітету ВЛКСМ Московської області.
У 1935—1950 роках — на комсомольській і політичній роботі в Червоній армії.
Член ВКП(б) з 1937 року.
У 1941—1944 роках служив старшим інструктором політичного відділу армії на Західному фронті, начальником політичного відділу бригади, заступником начальника відділу кадрів політичного управління Забайкальського фронту. Учасник німецько-радянської війни. З 1944 року працював в апараті Головного політичного управління Радянської армії і Військово-морського флоту.
У 1950 році закінчив Військово-політичну академію імені Леніна.
У 1950—1959 роках — інструктор адміністративного відділу ЦК КПРС, завідувач сектору відділу адміністративних органів ЦК КПРС.
У 1959 — серпні 1960 року — заступник завідувача, у серпні 1960 — лютому 1968 року — 1-й заступник завідувача, у жовтні 1964 — лютому 1968 року — в.о. завідувача відділу адміністративних органів ЦК КПРС.
У лютому 1968 — січні 1987 року — завідувач відділу адміністративних органів ЦК КПРС.
З січня 1987 року — персональний пенсіонер союзного значення в місті Москві.
У 1988—1990 роках — секретар Комісії Політбюро ЦК КПРС з додаткового вивчення матеріалів, пов'язаних з репресіями, що мали місце в період 1930—1940-х і початку 1950-х років.
Помер 24 серпня 1993 року в місті Москві. Похований на Троєкуровському цвинтарі.

## Звання
- генерал-майор
- генерал-лейтенант
- генерал-полковник (5.05.1976)

## Нагороди
- три ордени Леніна
- орден Жовтневої Революції
- орден Вітчизняної війни I ст.
- орден Червоного Прапора
- орден Трудового Червоного Прапора
- два ордени Червоної Зірки
- медаль «За оборону Москви»
- медалі